# Notburgakirche (Hochhausen)

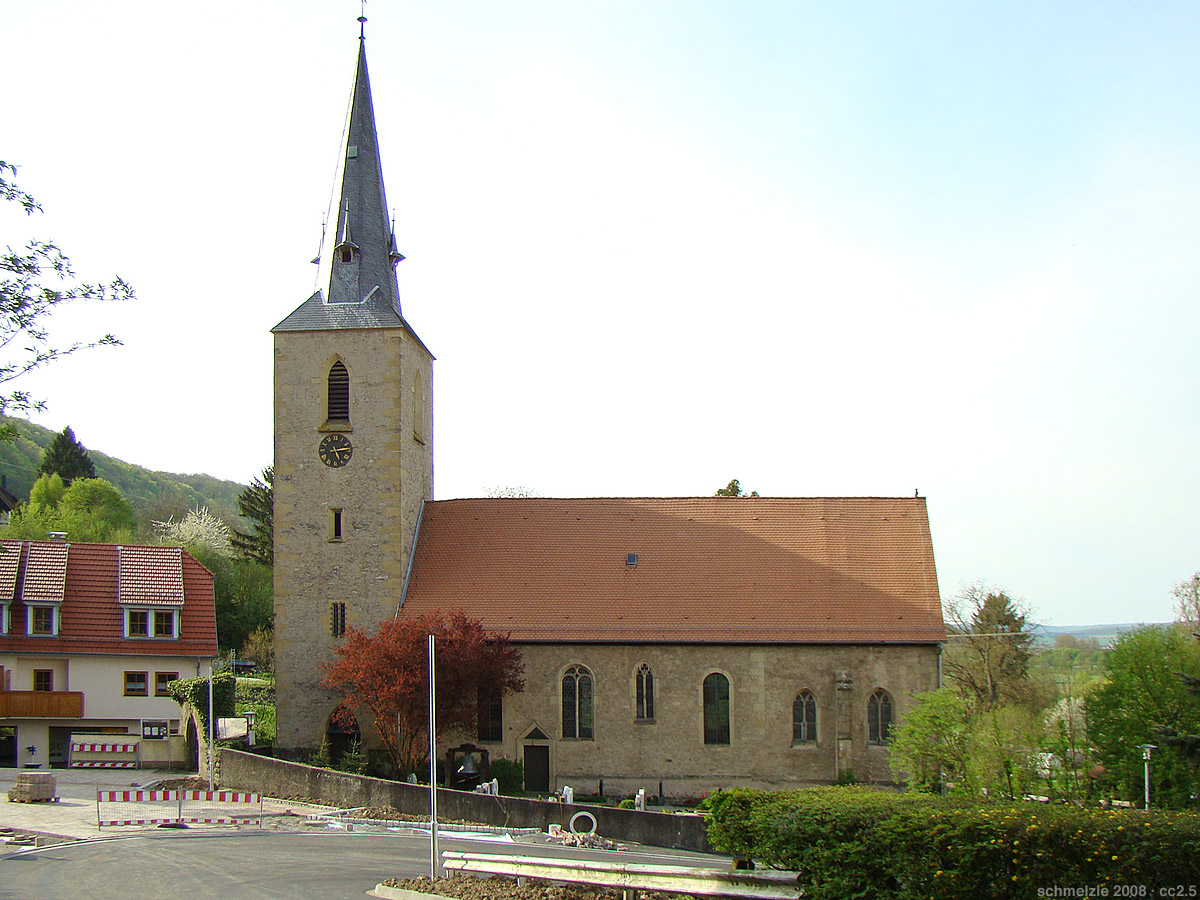
Notburgakirche in Hochhausen

Die Notburgakirche in Hochhausen, einem Ortsteil von Haßmersheim im Neckar-Odenwald-Kreis im nördlichen Baden-Württemberg, ist eine evangelische Kirche, die nach der Ortsheiligen Notburga von Hochhausen benannt ist. Neben dem Notburga-Grab sind in der im 10. Jahrhundert erstmals erwähnten Kirche weitere bedeutende Kunstschätze erhalten. Die Kirchengemeinde Haßmersheim-Hochhausen-Neckarmühlbach gehört zum Kirchenbezirk Mosbach der Evangelischen Landeskirche in Baden.

## Geschichte
Eine Basilika in Hochhausen wurde bereits im Jahr 950 beim Übergang des Hofguts Hochhausen an das Kloster Weißenburg erwähnt. Um 1300 erhielt die Kirche einen steinernen Westturm, um 1360 wurde das Langhaus mit dem nach Osten ausgerichteten Chor errichtet. Bedeutende Ausstattungsteile der Kirche wie der Hochaltar, Buntglasfenster und Fresken stammen aus der Zeit um 1500, als die Verehrung der Notburga und die Wallfahrt nach Hochhausen wohl ihren Höhepunkt erreicht hatten. Die damalige Erneuerung der Ausstattung geht auf Hans Michael Horneck von Hornberg († 1498) und seine Gattin Martha von Balzhofen († 1510) zurück, die als Stifterpaar auf dem Altar zu sehen sind und deren Grabplatten sich in der Kirche erhalten haben. Auch die von manchen Historikern bereits ins 14. Jahrhundert datierte Notburga-Figur könnte gemäß dem Kleidungsstil der Dargestellten und dessen Ähnlichkeit zur Kleidung der Stifter ebenfalls erst aus der Zeit um 1500 stammen. Die Wallfahrten zu der Kirche endeten mit der Zeit der Reformation.
1925 wurde die Kirche umfassend renoviert. Das Untergeschoss des Turmes wurde zum Eingangsbereich mit Kriegerdenkmal umgestaltet. 1977 wurde eine historische hölzerne Kreuzigungsgruppe aus dem 15./16. Jahrhundert aus der Kirche gestohlen. Aus der Versicherungssumme (50.000 DM) hat die Kirchengemeinde 1978 eine moderne Plastik von Jürgen Goertz angeschafft, die am ursprünglichen Platz der Kreuzigungsgruppe neben dem Chorbogen angebracht wurde. Im Jahr 2003 konnten die gestohlenen Holzfiguren aus einer Auktionsmasse heraus beschlagnahmt werden. Nach Rückzahlung der Versicherungssumme befindet sich die Kreuzigungsgruppe inzwischen wieder im Besitz der Gemeinde.

## Ausstattung

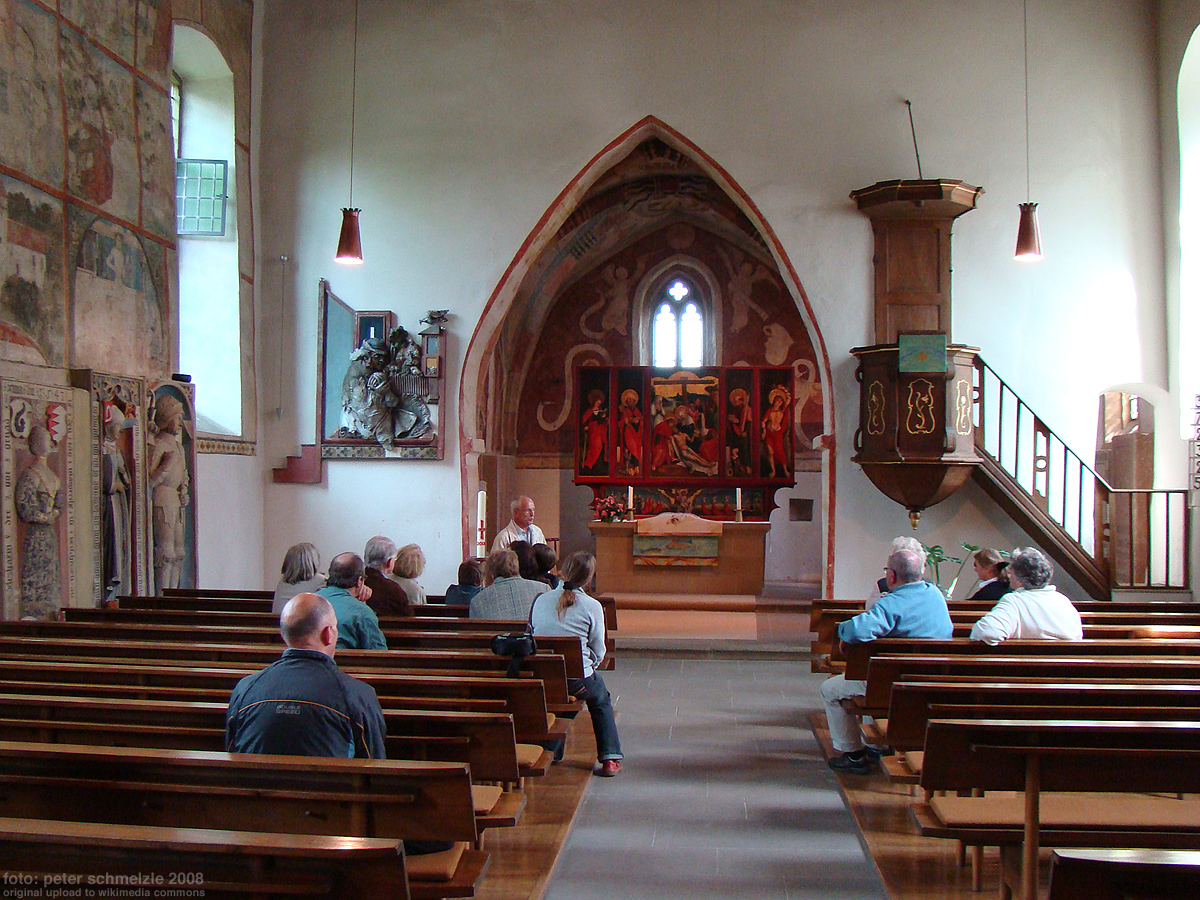
Innenansicht während eine Vortrags am Tag des offenen Denkmals 2008, Blick zum Chor

Im nach Osten ausgerichteten Chor steht ein historischer Flügelaltar, dessen Predella ein Gemälde der vermuteten Stifterfamilie zeigt (Hans Michael Horneck von Hornberg († 1498) mit Gemahlin Martha geborene von Balzhofen († 1510), sechs Söhnen und drei Töchtern), deren Wappen sich auch in den Altartafeln wiederfinden. Das Mittelbild zeigt die Beweinung Christi, die Seitenflügel zeigen die Heiligen Katharina, Petrus, Paulus und Sebastian. Der Altar weist stilistisch eine Nähe zu verschiedenen süddeutschen Meistern des frühen 16. Jahrhunderts auf und wurde bereits als Frühwerk Matthias Grünewalds betrachtet.
Das Kreuzgewölbe des Chors ist schmuckvoll ausgemalt. Bemerkenswert sind auch die historischen Glasfenster des Chores mit Stifterwappen sowie Ritter- und Heiligendarstellungen.

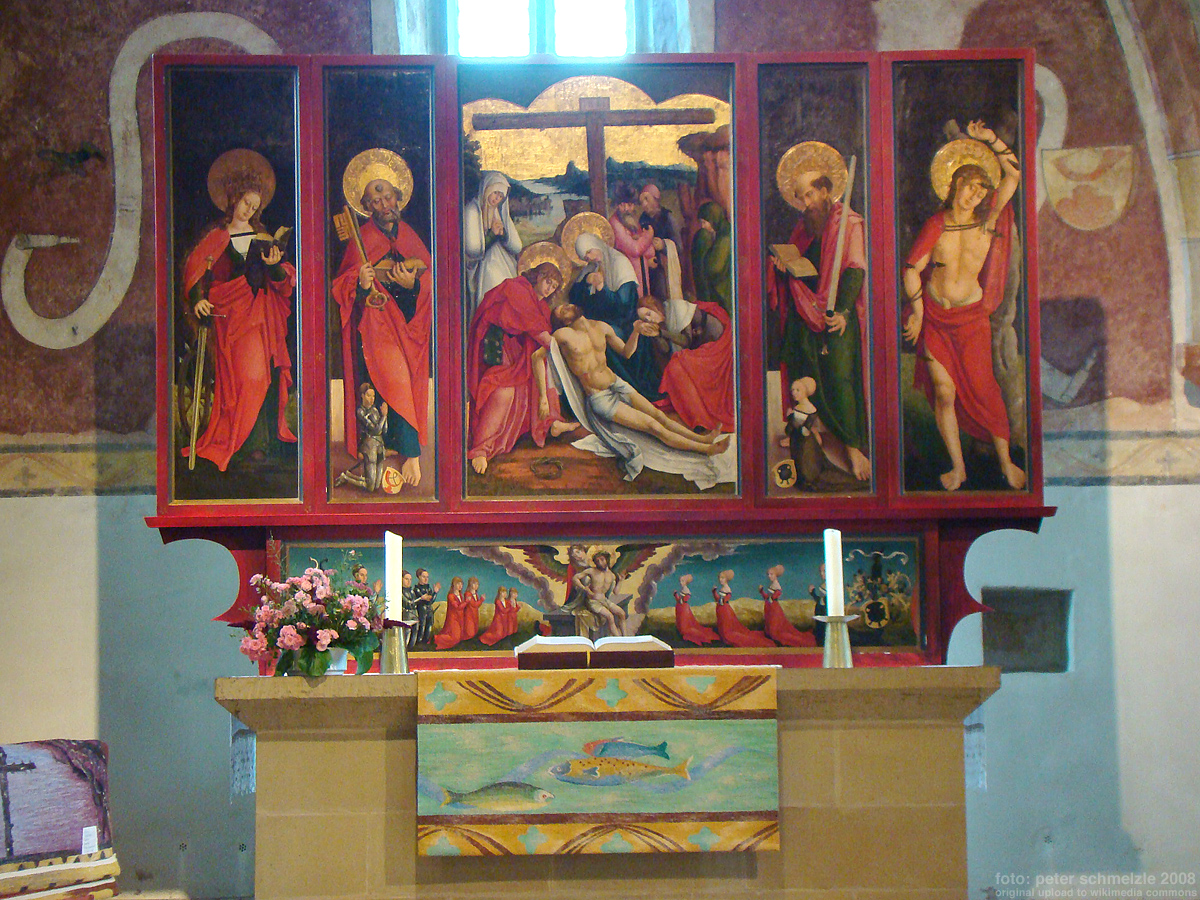
Flügelaltar
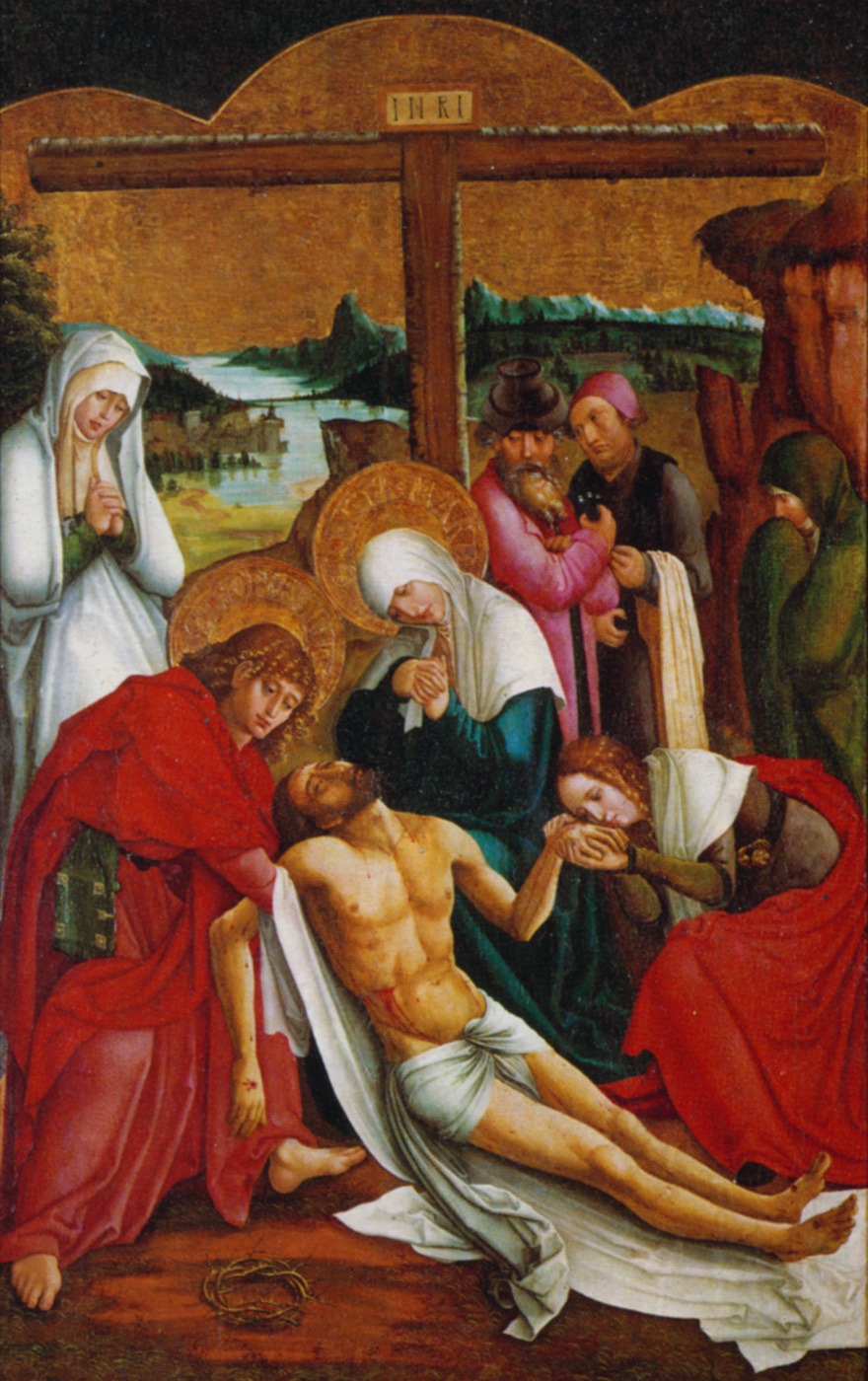
Mittelbild des Flügelaltars
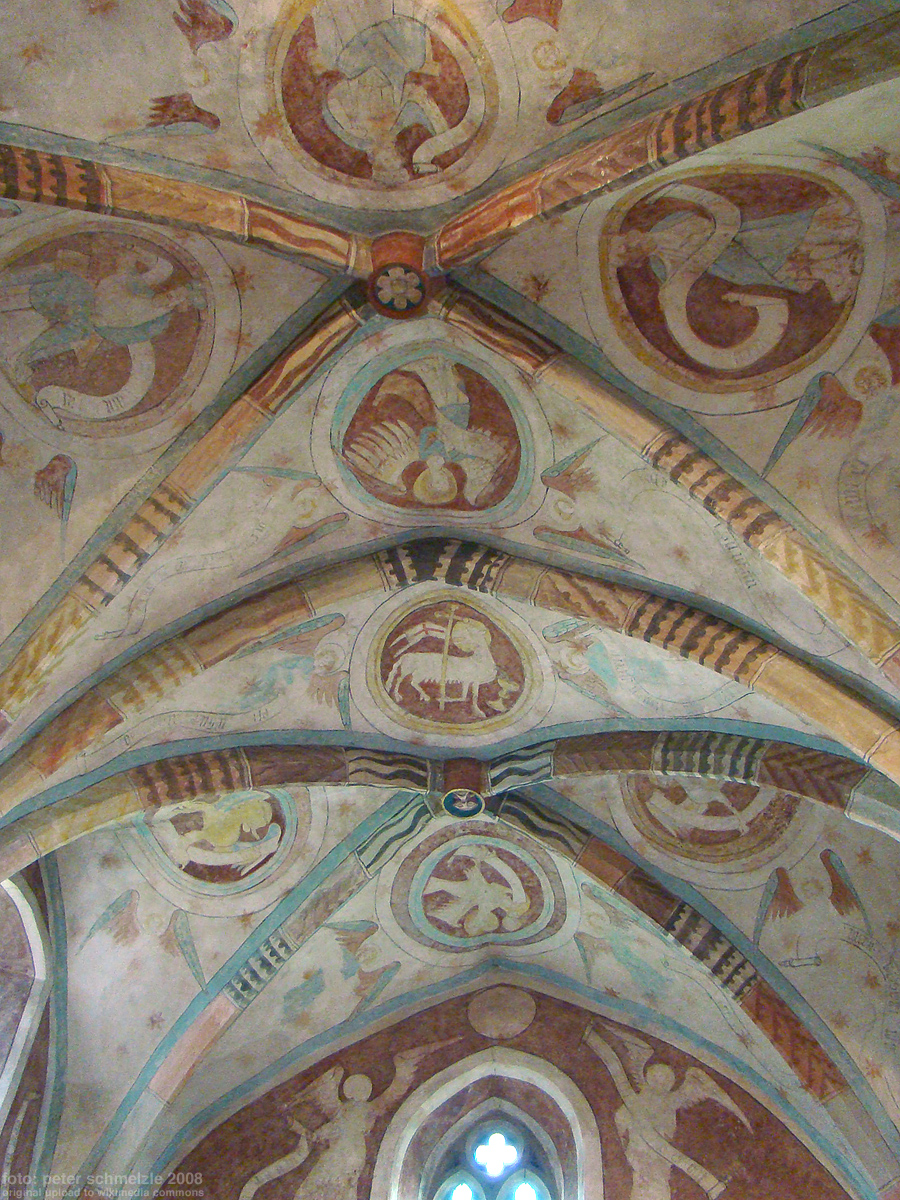
Ausmalung des Chorgewölbes
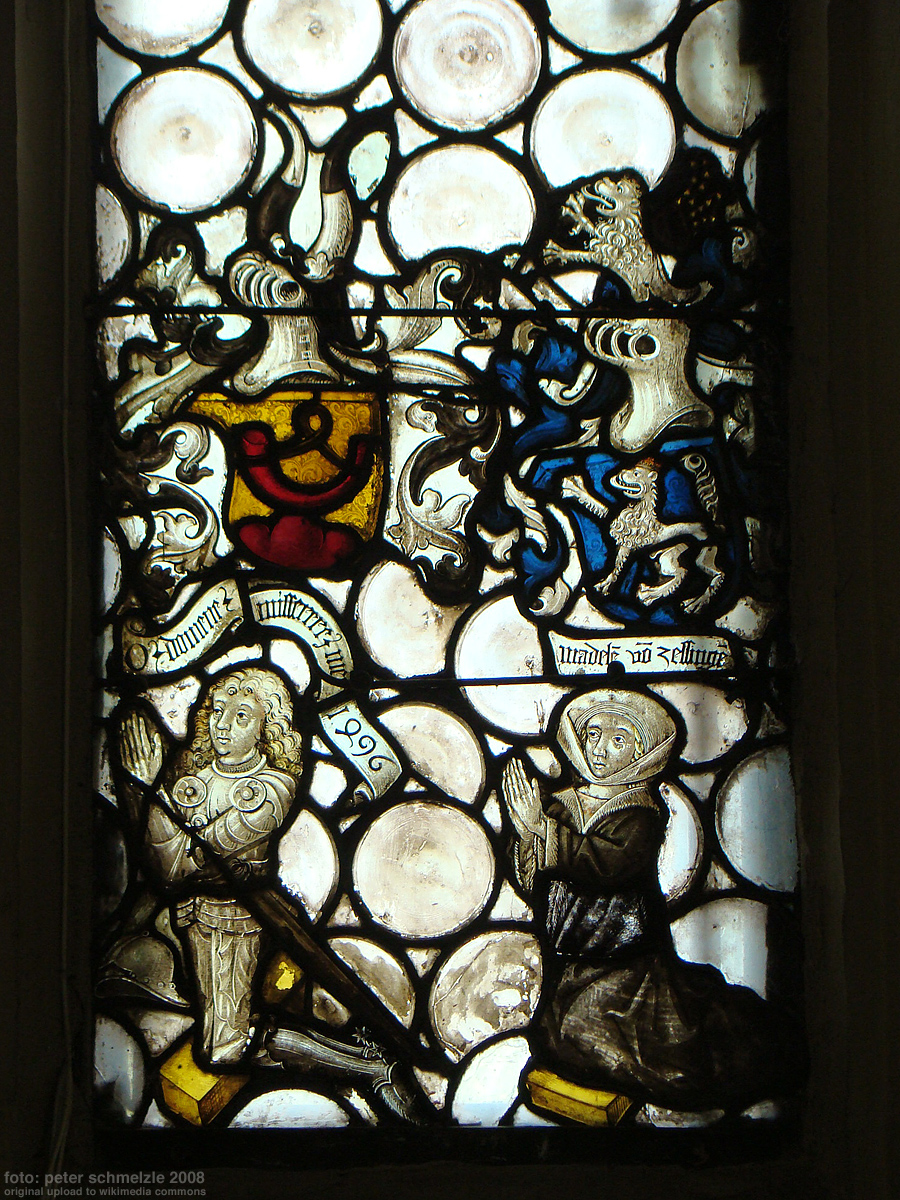
Historisches Glasfenster

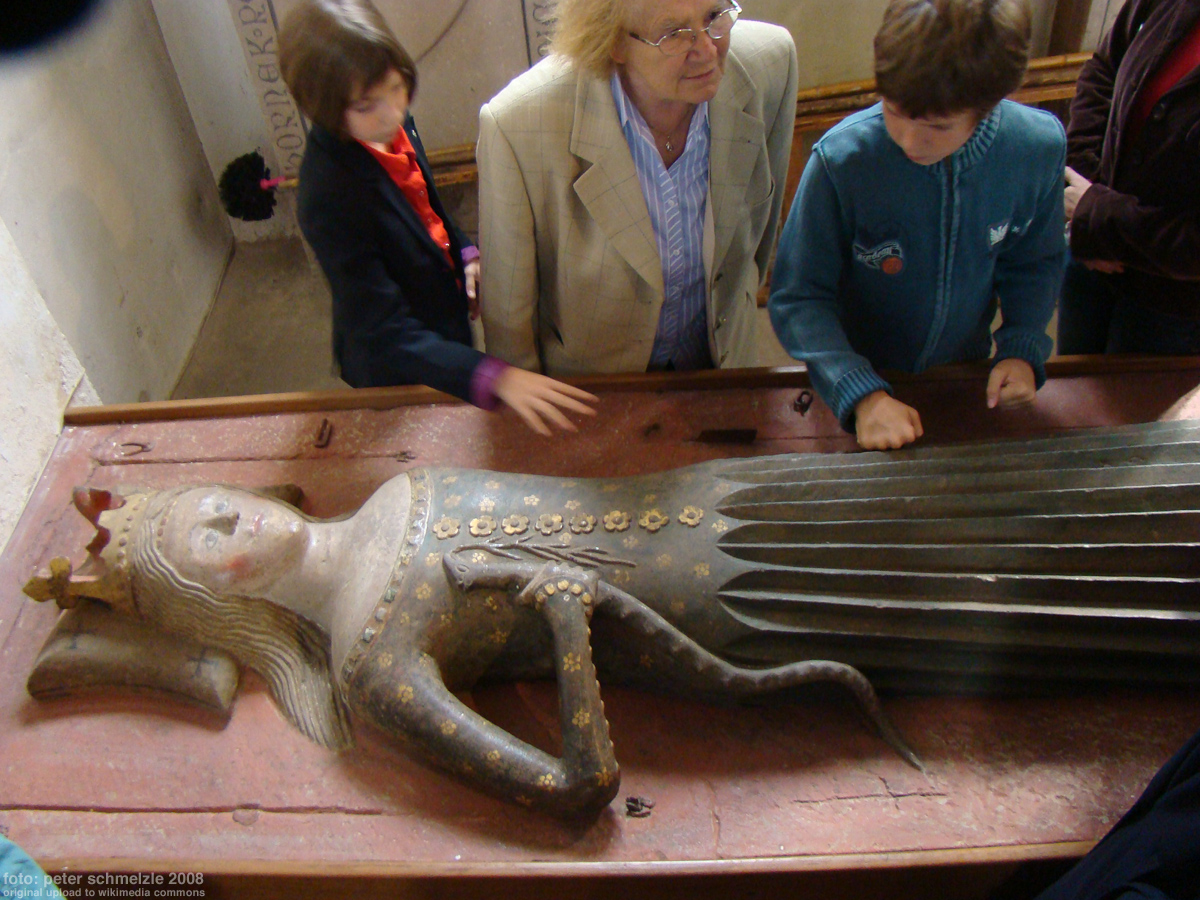
Besucher an der Notburga-Plastik

Rechts vom Altar befindet sich die Deckplatte eines historischen steinernen Sarkophags, in dem sich die Gebeine der Ortsheiligen Notburga von Hochhausen befunden haben sollen, die der Legende entsprechend als einarmige Figur plastisch und farbig gefasst abgebildet ist. Über die liegende Figur kriecht eine Schlange, die in der Legende auch eine Rolle spielt.
Links des Triumphbogens ist eine Plastik von Jürgen Goertz befestigt, die 1978 als Ersatz für die zuvor dort befindliche, gestohlene Kreuzigungsgruppe beschafft wurde. Rechts des Triumphbogens befindet sich die Kanzel. Die wiederaufgefundene hölzerne Kreuzigungsgruppe aus dem 15./16. Jahrhundert, die dem Umfeld des Heilbronner Bildhauers Hans Seyfer zugeschrieben wird, wurde an der südlichen Langhauswand angebracht.

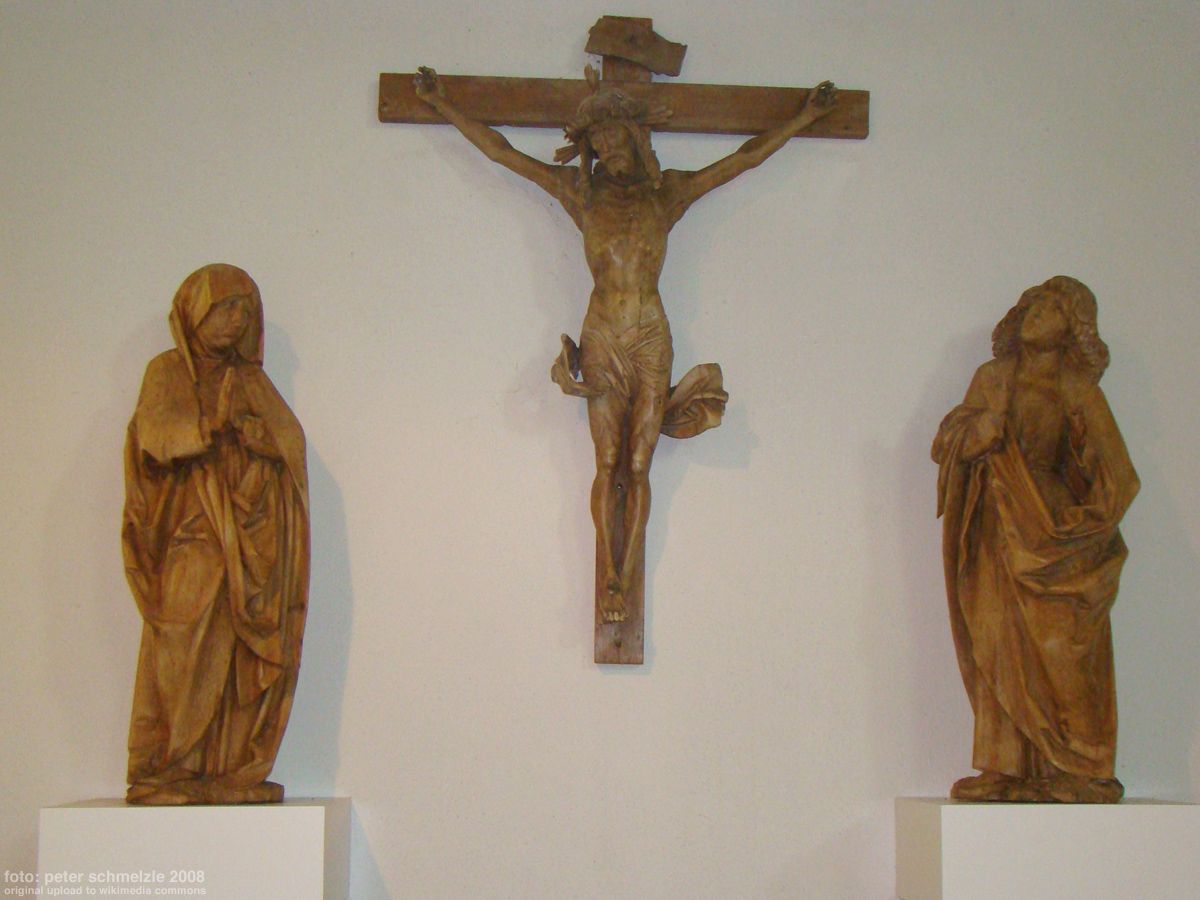
Kreuzigungsgruppe
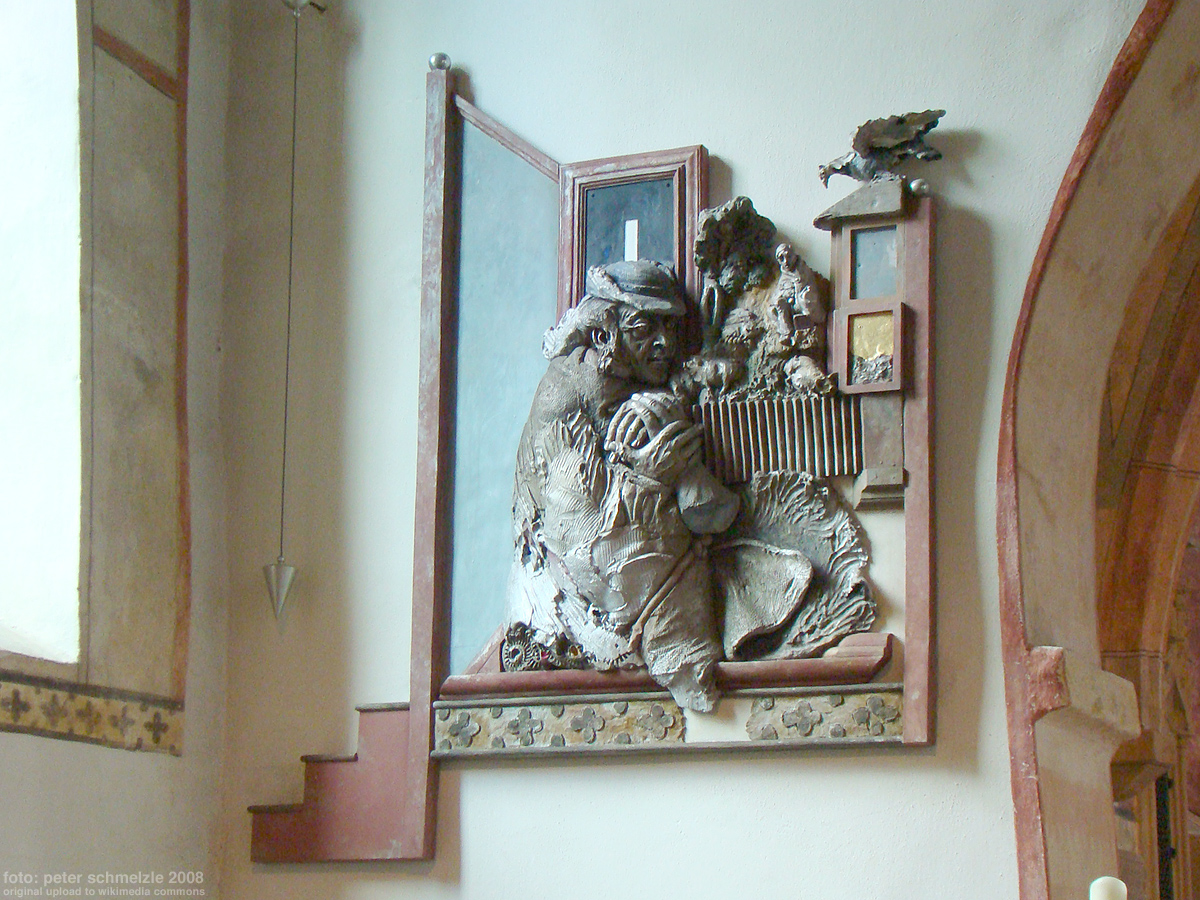
Plastik von Jürgen Goertz
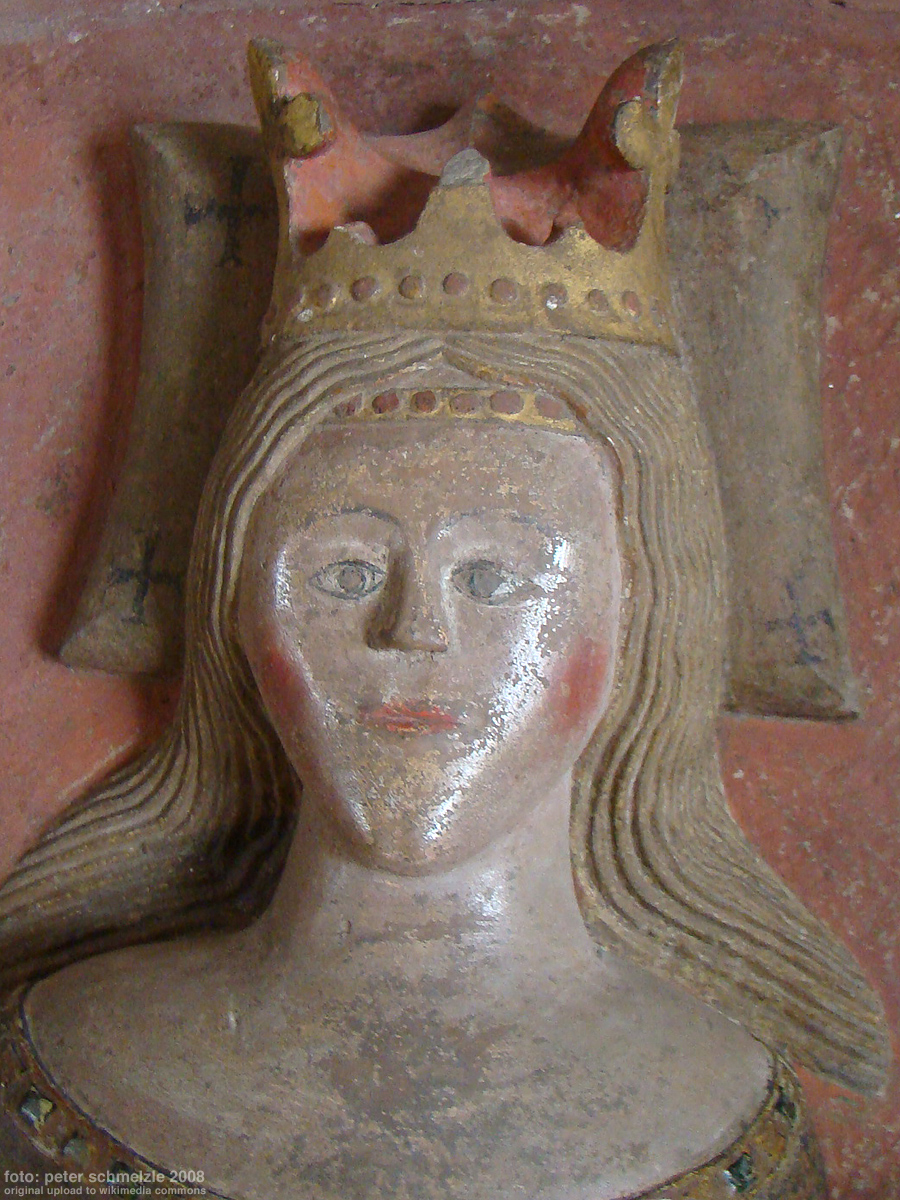
Detail der Notburga-Plastik

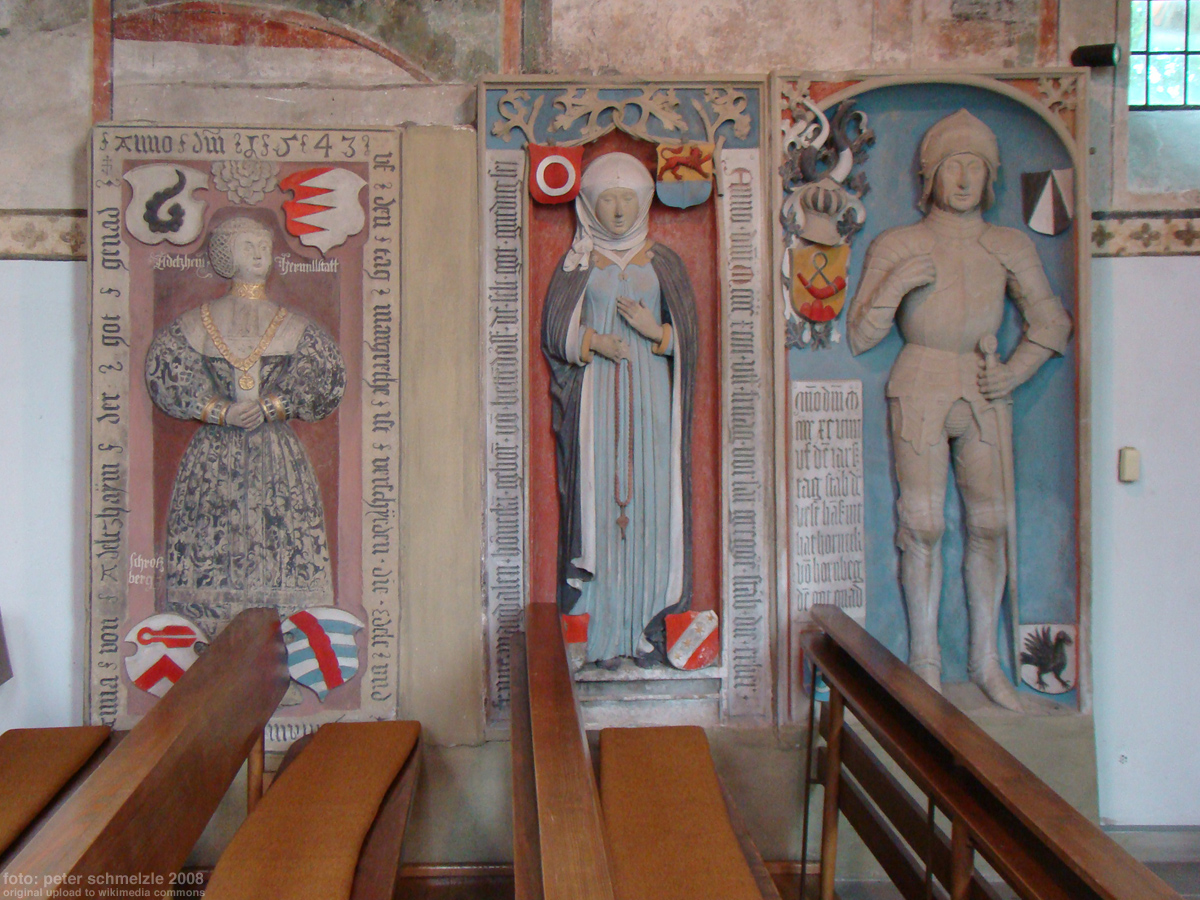
Historische Grabplatten im Langhaus

An der Nordwand des Langhauses sind drei schmuckvolle, farbig gefasste mittelalterliche steinerne Grabplatten mit plastischen Darstellungen der Verstorbenen aufgestellt. Die Platten zeigen Anna von Adelsheim († 1543), Magdalena von Bettendorff und einen Herrn Horneck von Hornberg. Auch an den Chorwänden sind historische Grabplatten der Horneck von Hornberg sowie der Herren von Helmstatt und ihrer Gemahlinnen und Kinder aufgestellt. An der Nordwand wurden außerdem historische Wandmalereien freigelegt, darunter abermals Darstellungen der Notburga-Legende und Stifterwappen Horneck/Balzhofen sowie eine historische Ansicht der Kirche.
Im Westen des Langhauses ist eine hölzerne Empore eingezogen, auf der sich die Kirchenorgel befindet. Unterhalb der Empore ist auch das eigentliche Notburga-Grab, das noch durch eine entsprechende Grabplatte im Boden erkennbar ist.

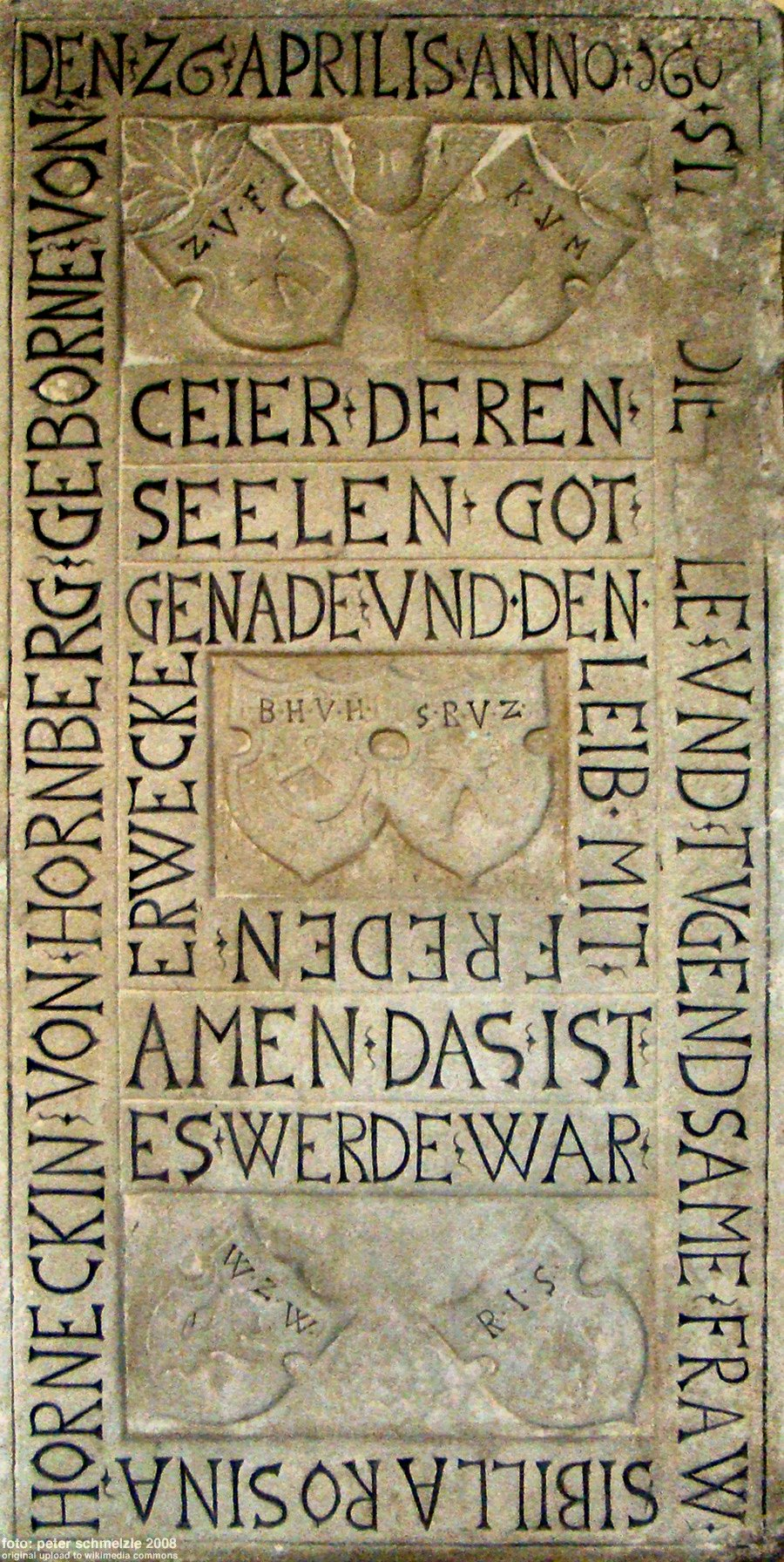
Grabplatte Horneck von Hornberg im Chor
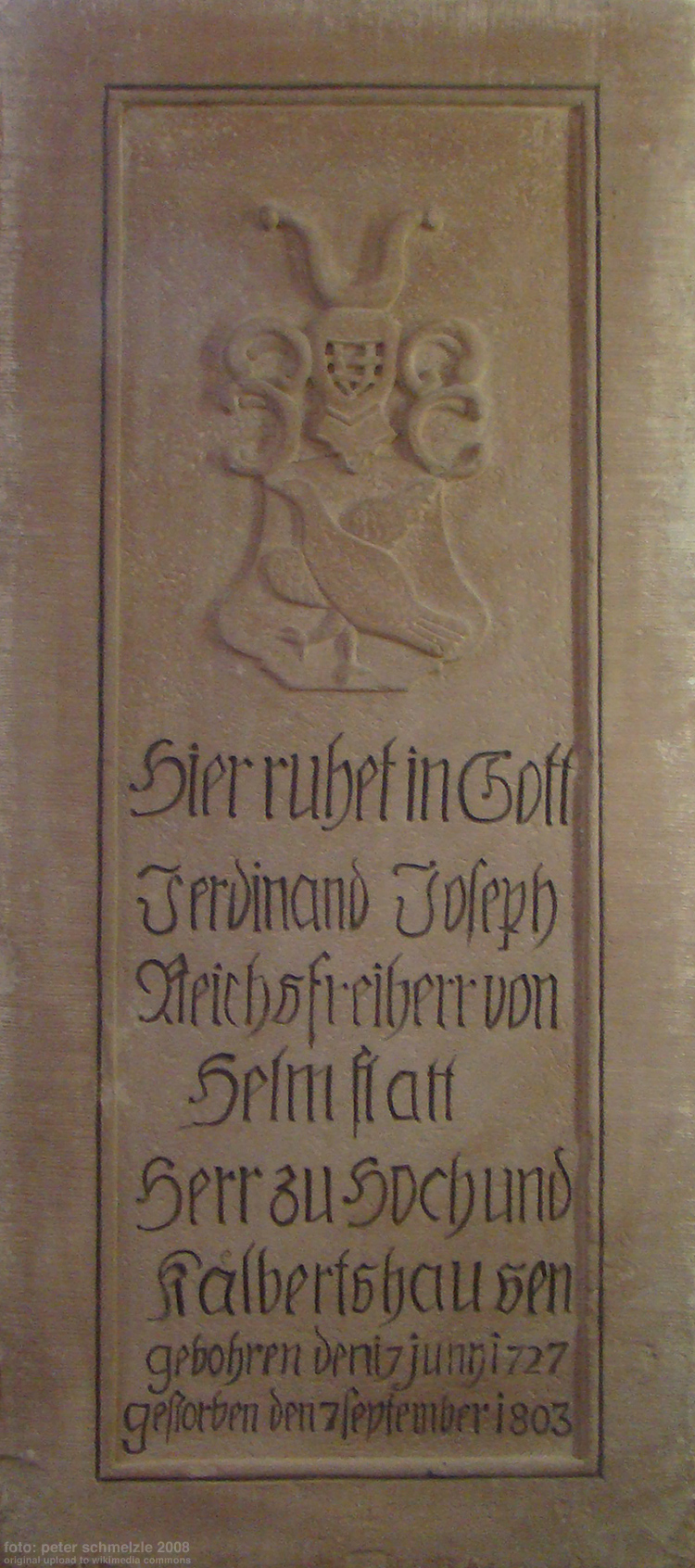
Helmstatt-Grabplatte im Chor
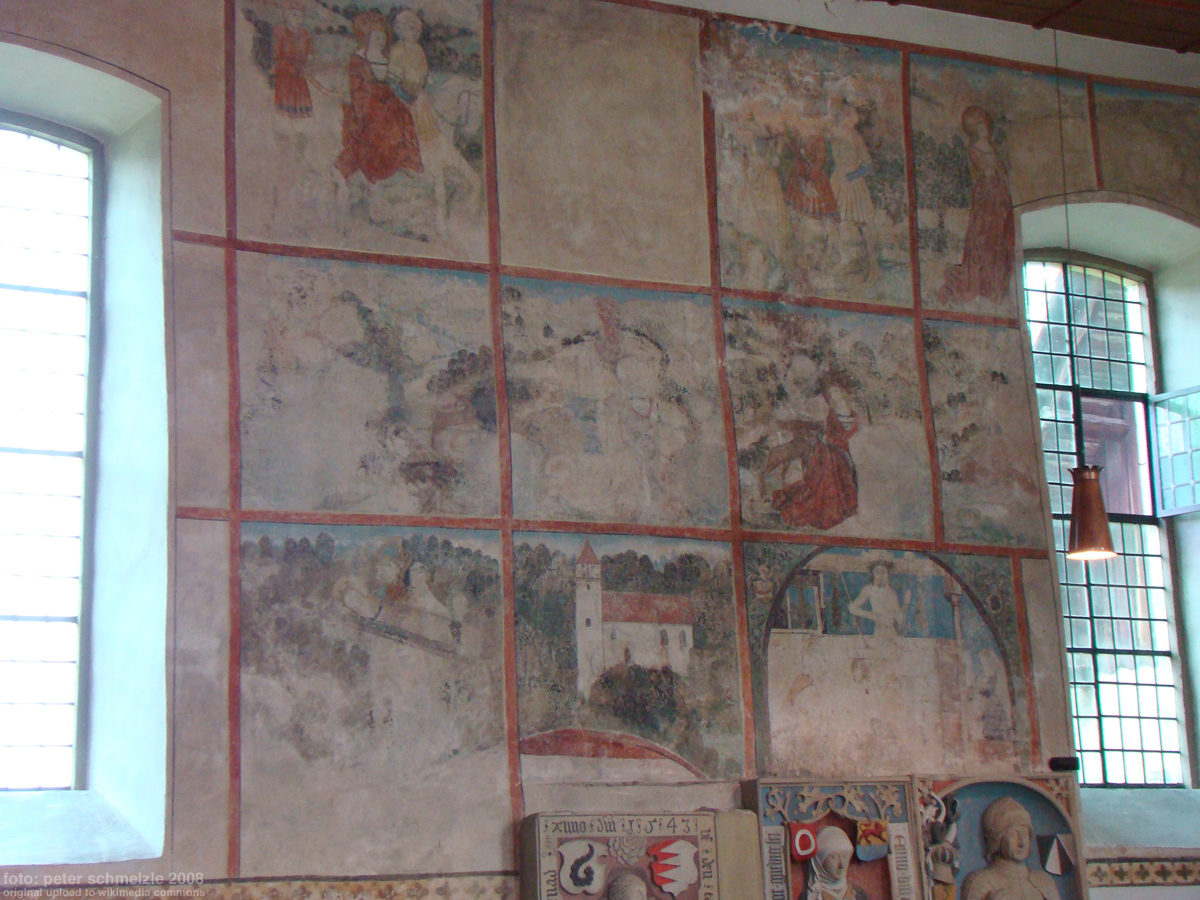
Wandmalereien an der Nordwand